# منتجات مستدامة
المنتجات المستدامة هي تلك المنتجات التي تقدم فوائد اقتصادية واجتماعية وبيئية أثناء حمايتها للصحة العامة والبيئة وذلك طوال فترة حياتها، بدءًا من استخراج المواد الخام وحتى التخلص النهائي منها.

## نطاق التعريف
وفقًا لبليز وفرانك-مارتن يملك تعريف المنتج المستدام ست خصائص:
- رضا المستهلك: أي منتجات أو خدمات لا تلبي احتياجات المستهلكين لن تستمر في السوق على المدى الطويل.
- التركيز المزدوج: بالمقارنة مع المنتجات البيئية الصرفة، تركز المنتجات المستدامة على كل من الأهمية الإيكولوجية والاجتماعية.
- توجيه دورة الحياة: تكون المنتجات المستدامة صديقة للبيئة باستمرار خلال كامل فترة حياتها، أي منذ لحظة استخراج المواد الخام وحتى لحظة التخلص من المنتج النهائي، يجب ألا يكون هناك أي ضرر دائم على البيئة.
- التحسينات المهمة: يجب أن تساهم المنتجات المستدامة بالتعامل مع المشاكل الاجتماعية الإيكولوجية على نطاق عالمي، أو تقدم تحسينات قابلة للقياس بالأداء الاجتماعي الإيكولوجي للمنتج.
- التحسن المستمر: منذ فجر المعرفة، ما زالت التقنيات والتوقعات المجتمعية مستمرة بالتطور، لذا يجب أن تكون المنتجات المستدامة متطورة باستمرار فيما يتعلق بالتنوع الاجتماعي والبيئي.
- العروض التنافسية: ربما لم ترقى المنتجات المستدامة حتى اليوم إلى مستوى العروض التنافسية، ولذلك، قد تمثل العروض التنافسية معيارًا فيما يتعلق بالأداء الإيكولوجي والاجتماعي.

يتوسع كتاب مايكل براونغارت وويليام ماكدونو كريدل تو كريدل: ريميكينغ ذا واي وي ميك ثينغس (من المهد إلى المهد: تغيير طريقة صنع الأشياء) حول الجزء من هذا التعريف المتعلق بدورة الحياة. يقترحان بأن علينا صنع أي مادة ومنتج كي يكون قادرًا على التفكك عندما ينتهي استعماله، وكي تكون كل المواد التي صُنِع منها قادرة على العودة إلى الأرض بعد التحلل، أو يعاد تدويرها بصورة لانهائية بصفتها كمواد خام.

### المعايير الكلية
اللصاقة الإيكولوجية لنورديك سوان
يشير معيار اللصاقة الإيكولوجية لنوردك سوان، والذي ينتشر في النرويج، والسويد، والدنمارك، وفنلندا، وآيسلندا بصورة أساسية إلى المنتجات التي يكون لها تأثير إيجابي على البيئة. أو عوضًا عن ذلك، يكون له متطلبات مناخية تحدد كمية انبعاثات ثنائي أوكسيد الكربون عندما يكون الأمر مرتبطًا بذلك. صدر أكثر من 3,000 منتج، معظمها مواد كيميائية منزلية، ومنتجات ورقية، وآليات مكتبية، ومواد بناء مع هذه اللصاقة. تفسر المعايير العوامل البيئية خلال دورة حياة المنتج (استخراج المواد الخام وإنتاجها وتوزعها واستخدامها وإعادة استخدامها). وبالتالي فالمعايير الأهم هي استهلاك الموارد البيئية والطاقة، والانبعاثات في الهواء والماء والتربة، توليد النفايات والضجة.
مبادرة الإبلاغ العالمية
تضع مبادرة الإبلاغ العالمية إرشادات تقريرية للاستدامة العالمية وتنشرها من أجل «الاستخدام الطوعي من قبل المنظمات التي تقدم تقارير عن الأبعاد الاقتصادية والبيئية والاجتماعية لأنشطتها ومنتجاتها وخدماتها». وفقًا لإرشادات مبادرة الإبلاغ العالمية، يجب أن تأخذ التقارير بعين الاعتبار اهتمامات أصحاب المصلحة واستخدام المشعرات الاجتماعية والمشعرات الأخرى التي تصوّر بدقة أكبر الأداء الاجتماعي والإيكولوجي للمنظمة.
تقدير دورة الحياة
يقيم معيار تقدير دورة الحياة الفوائد البيئية للمنتجات على مدى كامل دورة حياتها ويكشفها، منذ استخراج المواد الخام وحتى التخلص النهائي منها. منذ عام 1997، وضعت المنظمة الدولية للمعايير معايير لعملية إجراء دراسات تقدير دورة الحياة.

### المعايير الموجَّهة بالمنتج
لصاقات الأطعمة العضوية
الطعام العضوي هو طعام يُنتَج باستخدام طرق لا تتضمن أي مدخلات زراعية صنعية، على سبيل المثال، مبيدات صنعية، وأسمدة الكيميائية، وكائنات معدلة وراثيًا، ولا تُعالَج باستخدام إشعاع أو مذيبات صناعية أو مضافات غذائية كيميائية. في الوقت الحالي، تطلب الولايات المتحدة، والاتحاد الأوروبي، وكندا، واليابان، والكثير من الدول الصناعية الأخرى من منتجي الأغذية الحصول على معايير أو شهادات خاصة لتسويق منتجاتهم على أنها «عضوية». على ما يبدو، يشدد منتجو الأغذية العضوية على الحماية المستدامة للسمات الاجتماعية الإيكولوجية مثل التربة والماء والنظام الحيوي بأكمله. تشرف منظمات دولية مثل جمعية المستهلكين العضويين على تطوير الأغذية العضوية. وفقًا للبرنامج العضوي الدولي في الولايات المتحدة، فإن الختم الطوعي الأخضر والأبيض على عبوات الطعام يشير إلى أن المنتج عضوي على الأقل بنسبة 95%.
البرنامج العضوي الوطني (الذي تديره وزارة الزراعة الأمريكية) مسؤول عن التعريف القانوني لمفهوم العضوي في الولايات المتحدة وإصدار شهادات عضوية.
لصاقات مجلس الإشراف البحري
مجلس الإشراف البحري هو منظمة غير ربحية تأسست عام 1997 لمواجهة مشكلة الإفراط في صيد الأسماك. يمكن للمسامك التي قُيِّمت وحققت المعيايير أن تستخدم اللصاقة الإيكولوجية الزرقاء لمجلس الإشراف البحري. مهمة مجلس الإشراف البحري هي «مكافئة ممارسات الصيد المستدام». اعتبارًا من نهاية عام 2010، نالت أكثر من 1,300 مسمكة وشركة شهادة مجلس الإشراف البحري.
لصاقات مجلس الإشراف على الغابات
مجلس الإشراف على الغابات هو منظمة دولية غير ربحية تأسست عام 1993 «لتشجيع إدارة الغابة بطريقة ملائمة بيئيًا ومفيدة اجتماعيًا وقابل للنمو اقتصاديًا». مسؤولياته الأساسية لإنجاز هدفه هو الزراعة المعيارية وإصدار الشهادات واللصاقات المستقلة. يتعامل مجلس الإشراف على الغابات بصورة مباشرة أو غير مباشرة مع قضايا مثل قطع الأشجار المحظور وإزالة الغابات والاحتباس الحراري وله تأثيرات إيجابية على التنمية الاقتصادية والحفاظ على البيئية والحد من الفقر والتمكين السياسي والاجتماعي.
لصاقات التجارة العادلة
رغم عدم وجود تعريف مقبول عالميًا للتجارة العادلة، فإن المنظمة الدولية للتجارة العادلة تعتمد تعريفًا طورته فاين، مؤسسة غير رسمية تتألف من أربع شبكات دولية التجارة العادلة (منظمات لصاقات التجارة العادلة، ومنظمة التجارة العادلة العالمية –مؤسسة التجارة العادلة الدولية سابقًا، وشبكة ورشات العمل الأوروبية، ومؤسسة الأوروبية للتجارة العادلة): التجارة العادلة هي شراكة تجارية تقوم على الحوار والشفافية والاحترام وتسعى إلى تحقيق قدر أكبر من المساواة في التجارة الدولية. تساهم في تحقيق التنمية المستدامة من خلال توفير ظروف تجارية أفضل للمنتجين والعمال المهمشين وتأمين حقوقهم –خاصة في الجنوب. تشارك منظمات التجارة العادلة، التي يدعمها المستهلكون، بنشاط في دعم المنتجين وزيادة الوعي وفي الحملات الهادفة لإجراء تغييرات في قواعد وممارسات التجارة الدولية التقليدية.
نظام تصنيف ليد لمجلس البناء الأخضر الأمريكي
يقيم نظام تصنيف LEED لمجلس البناء الأخضر الأمريكي الأداء الأمريكي لكل الأبنية خلال حياتها، ويوفر المعيار المُعرِّف لما يشكل بناء «أخضر»، ويقنع المستهلك وصناعة البناء بتطوير منتجات تكون قابلة للتنمية الاقتصادية والبيئية.
لصاقة إيكو للطاقة
لصاقة إيكو للطاقة هي لصاقة إيكولوجية نشأت في فنلندا. إنها تصبح اللصاقة الإيكولوجية للطاقة لكل القارة ويدعمها عدد من المنظمات غير الحكومية الأوروبية. تقيم استدامة المنتجات الكهربائية الموجودة في أسواق الطاقة المفتوحة.
الختم الأخضر
الختم الأخضر منظمة لصاقات إيكولوجية غير ربحية في شمال أمريكا تأسست عام 1989. تولّد معايير استدامة قائمة على دورة حياة المنتجات والخدمات والشركات بالإضافة إلى توفير شهادة من منظمة الاختبار المستقلة لتلك التي تحقق معاييرها. الختم الأخضر هو أول برنامج شهادات بيئية غير ربحية يتأسس في الولايات المتحدة. أعطى شهادات لنحو 4,000 منتج وخدمة ضمن 400 فئة حتى اليوم.

## سياسات المنتج المستدام
الدولية
منذ عام 1998، نفذ فرع برنامج الأمم المتحدة للبيئة العديد من البرامج أو خطط العمل الوطنية بشأن الاستهلاك والإنتاج المستدامين. علاوة على ذلك، فإن الأمم المتحدة مسؤولة عن إدارة عملية مراكش وتطوير إطار الاستهلاك والإنتاج المستدامين لمدة عشر سنوات من خلال المشاورات الإقليمية لعملية مراكش التي تهدف إلى تسريع التحول نحو الاستهلاك والإنتاج المستدامين. قامت مديرية البيئة التابعة لمنظمة التعاون الاقتصادي والتنمية بعمل شامل حول الآثار البيئية للاستهلاك والإنتاج المستدامين. أحد المشاريع الحالية لمنظمة التعاون الاقتصادي والتنمية هو مراجعة تدبير الإنتاج المستدام للصناعة.
المناطق والدول
الاتحاد الأوروبي
في 16 يوليو 2008، قدمت المفوضية الأوروبية خطة عمل الاستهلاك والإنتاج المستدامين والسياسة الصناعية المستدامة التي توضح عملية الأمم المتحدة مراكش فيما يتعلق بالاستهلاك والإنتاج المستدامين والإطار العالمي للاستهلاك والإنتاج المستدامين لمدة عشر سنوات، واعتمده المجلس أخيرًا في 4 ديسمبر 2008 ويجري تحديثه بانتظام. ويتضمن سلسلة من الاقتراحات بشأن الاستهلاك والإنتاج المستدامين لاستهداف أهداف الاتحاد الأوروبي من أجل الاستدامة البيئية والنمو الاقتصادي والرعاية الاجتماعية، وهي على النحو التالي:
- مقترح بتوسيع نطاق متطلبات اللصاقات الإلزامية المتعلقة بكفاءة استخدام الطاقة للمنتجات وفقًا لتوجيهات لصاقة الطاقة لعام 1992.
- مقترح لتوسيع المجالات المغطية لمنتجات اللصاقة الإيكولوجية الطوعية للاتحاد الأوروبي (على سبيل المثال، منتجات الأغذية والمشروبات) وتبسيط النظام.[18]
- مقترح لإحداث تواصل مستقل يتعلق بالتأمين العام الأخضر. يحدد هذا التواصل القطاعات ذات الأولوية الاقتصادية، ويضع معايير وإرشادات بيئية مشتركة لتطبيق التأمين العام الأخضر من قبل الدول الأعضاء.[19]
- مقترح مراجعة خطة الإدارة البيئية ومراجعة الحسابات في الاتحاد الأوروبي لتوسيع عدد الشركات المشاركة، بما في ذلك الشركات خارج الاتحاد الأوروبي، وتخفيض التكاليف الإدارية للشركات الصغيرة والمتوسطة الحجم.[20]
- مقترحات بشأن الاستهلاك والإنتاج المستدامين تسهم في تحسين الكفاءة البيئية للمنتجات وزيادة الطلب على المزيد من السلع وتقنيات الإنتاج الصديقة للبيئة.